# Ciclo del oxígeno

Esquema del ciclo del oxígeno.

El ciclo del oxígeno se refiere al movimiento circulatorio del oxígeno en la Tierra. Se trata de un ciclo biogeoquímico gaseoso, la importancia del ciclo del oxígeno radica en lo imprescindible que es este elemento para la vida en el planeta.
Al respirar, los animales y los seres humanos tomamos del aire el oxígeno, O2 que las plantas producen y luego exhalamos gas carbónico, este elemento se combina con el carbono e hidrógeno para formar otras moléculas esenciales para la vida: el dióxido de carbono (CO2) y el agua (H2O). Las plantas y los fotosintetizadores como las diatomeas son los únicos capaces de convertir el dióxido de carbono (CO2) en oxígeno.
En la respiración celular se reduce el oxígeno para la producción de energía generándose dióxido de carbono, y en el proceso de fotosíntesis se originan el oxígeno y glucosa a partir de agua, dióxido de carbono (CO2) y radiación solar.
Cabe decir, que también se forma agua en el ciclo del oxígeno, ya que, el cuerpo humano al exhalar expulsa vapor de agua (H2O).
Cuando un ser heterótrofo muere, gracias a los descomponedores, se libera una pequeña cantidad de oxígeno (O2).

## Atmósfera
Las atmósfera es una capa homogénea de gases concentrada alrededor de un planeta o astro celeste y mantenida en su lugar por acción de la gravedad, cumple un rol vital en la protección del planeta y por lo tanto también de la vida, la atmósfera contiene los gases indispensables para la vida como la conocemos, y cumple un rol vital en la perpetuación del ciclo hídrico de evaporación, condensación y precipitación del agua.
El O2 le confiere un carácter oxidante a la atmósfera. Se formó por fotólisis de H2O, formándose H2 y O2 :
H2O + hν → H2 + 1/2O2
El oxígeno molecular presente en la atmósfera y el disuelto en el agua interviene en muchas reacciones de los seres vivos. En la respiración celular se reduce dioxígeno para la producción de energía generándose dióxido de carbono, y en el proceso de fotosíntesis se origina oxígeno y glucosa a partir de agua, dióxido de carbono(CO2)y radiación solar.

## Hidrósfera y atmósfera
El oxígeno es ligeramente soluble en agua, disminuyendo su solubilidad con la temperatura. Condiciona las propiedades rédox de los sistemas acuáticos. Oxida materia biorgánica dando el dióxido de carbono y agua.
El dióxido de carbono es ligeramente soluble en agua dando carbonatos; condiciona las propiedades ácido-base de los sistemas acuáticos. Una parte importante del dióxido de carbono atmosférico es captado por los océanos quedando en los fondos marinos como carbonato de calcio.

## Importancia
El oxígeno también es imprescindible para los seres vivos y su metabolismo, por una parte permite la ocurrencia del proceso fotosintético que es la base para la obtención de energía de los organismos autótrofos, y de allí continúa la transferencia hacia los heterótrofos y descomponedores; por otra parte, este gas es el protagonista de la respiración de los individuos aerobios, motivo por el que es obvia su importancia para los mismos, además de tener la capacidad de combinarse con otros elementos para formar moléculas tanto de naturaleza orgánica como inorgánica.